# Eneremius mutus
Eneremius mutus is een rechtvleugelig insect uit de familie Lithidiidae. De wetenschappelijke naam van deze soort is voor het eerst geldig gepubliceerd in 1888 door Saussure.